# Juliette Villard
Pour les articles homonymes, voir Villard.
Juliette Villard, née Josette Chevillard le 30 novembre 1942 à Port-Lyautey (au Maroc), et morte le 16 mars 1971 à Paris 4e, est une actrice française.
Elle est inhumée au cimetière de Château-Gombert à Marseille, face à la tombe de l'actrice Simone Simon. Très malade, une leucémie, elle venait en ambulance sur le tournage de L'Homme qui rit.

## Filmographie
- 1964 : Les Gorilles de Jean Girault
- 1964 : Et la femme créa l'amour de Fabien Collin
- 1965 : La dama del alba de Francisco Rovira Beleta
- 1966 : Le Grand Meaulnes de Jean-Gabriel Albicocco
- 1967 : La Demoiselle Paysanne de Francis Bouchet, d'après une nouvelle de Pouchkine
- 1968 : La Légende de Bas-de-Cuir feuilleton d'après Fenimore Cooper (diffusion première chaîne de l’ORTF en 1970) avec Charles Moulin et Sophie Agacinski.
- 1969 : Une femme libre de Claude Pierson
- 1969 : Le Cœur cambriolé de Lazare Iglesis - Téléfilm
- 1970 : Sex Power / L'homme de cœur d'Henry Chapier - Musique de Vangelis
- 1970 : Les Libertines de Dave Young : Pierre Chenal
- 1970 : La Liberté en croupe d'Édouard Molinaro
- 1971 : L'Homme qui rit de Jean Kerchbron - Téléfilm

## Théâtre
- 1969 : Le Concile d'amour d'Oscar Panizza, mise en scène Jorge Lavelli, Théâtre de Paris
- 1970 : Au théâtre ce soir : Dix petits nègres d'Agatha Christie, mise en scène Raymond Gérôme, théâtre Marigny